# NGC 7134
NGC 7134 је група звезда у сазвежђу Јарац која се налази на NGC листи објеката дубоког неба.
Деклинација објекта је - 12° 58' 13" а ректасцензија 21h 48m 56,0s. Привидна величина (магнитуда) објекта NGC 7134 износи 14,2.